# Honda Tadatomo
Honda Tadatomo est un nom japonais traditionnel ; le nom de famille (ou le nom d'école), Honda, précède donc le prénom (ou le nom d'artiste).
Honda Tadatomo (本多 忠朝, 1582-3 juin 1615) est un obligé du clan japonais des Tokugawa de la fin de l'époque Azuchi Momoyama du XVIe siècle à l'époque d'Edo du XVIIe siècle. Tadatomo est le fils cadet de Honda Tadakatsu, un des quatre rois célestes des Tokugawa. Tadatomo reçoit un fief d'une valeur de 100 000 koku à Ōtaki dans la province de Kazusa après 1600. En 1609, Tadatomo reçoit Rodrigo de Vivero y Aberrucia, gouverneur général des Philippines espagnol de Manille.
En 1615, Tadatomo se bat avec bravoure au cours de la bataille de Tennōji. Il conduit une attaque qui entraîne la mort de Sanada Yukimura. Tadatomo lui-même ne survit pas à la bataille.

## Source de la traduction
- (en) Cet article est partiellement ou en totalité issu de l’article de Wikipédia en anglais intitulé « Honda Tadatomo » (voir la liste des auteurs).